# Kees & Co (televisieserie uit 2019)
Kees & Co is een Nederlandse komedieserie over het leven van Kees Heistee (Simone Kleinsma), die sinds 2019 werd uitgezonden door Videoland en RTL 4. De serie is een vervolg of 'reboot' van de gelijknamige televisieserie die van 1997 tot 2006 liep. Wegens het aanhoudende (online) succes van de oude reeksen op onder andere Videoland, besloot RTL een nieuwe reeks te produceren. De serie is geschreven door Alex van Galen.
De eerste repetities gingen op 25 september 2018 van start, de opnames startten op 2 oktober. De serie van acht afleveringen is sinds 30 maart 2019 beschikbaar op Videoland. RTL 4 zond het eerste seizoen (of negende seizoen, verder tellend vanuit de originele reeks) daarnaast van 30 maart tot en met 18 mei 2019 wekelijks lineair uit.
In het voorjaar van 2020 werd het tweede seizoen uitgezonden, waarbij de rol van Coosje werd overgenomen door Tina de Bruin. Door het drukke schema van Chantal Janzen kon zij geen tijd meer vrijmaken voor de komedieserie.
In november 2020 werd bekend dat RTL met de komedieserie zou stoppen.

## Verhaal
Kees keert terug uit Spanje. Ze was op bezoek bij haar dochter Anne die daar inmiddels naartoe is verhuisd. Eenmaal thuis komt Kees erachter dat haar huis is overgenomen door haar zoon Rudie. Hij is er samen met zijn nieuwe vriendin Coosje en haar twee kinderen ingetrokken. Het is wederom aan Kees om alle hectiek in huis in goede banen te leiden.

## Hoofdrollen
| Acteur             | Personage         | Periode   |
| ------------------ | ----------------- | --------- |
| Simone Kleinsma    | Kees Heistee      | 2019–2020 |
| Chantal Janzen     | Coosje van Vliet  | 2019      |
| Tina de Bruin      | Coosje van Vliet  | 2020      |
| Tibor Lukács       | Rudie Heistee     | 2019–2020 |
| Plien van Bennekom | Brenda            | 2019–2020 |
| Lizzy van Vleuten  | Annelot van Vliet | 2019–2020 |
| Maurits van Brakel | Lars van Vliet    | 2019–2020 |

## Bijrollen
| Acteur               | Personage              | Periode |
| -------------------- | ---------------------- | ------- |
| Bob Fosko            | Verhuizer              | 2019    |
| Naomi van der Linden | Kraamverzorgster Esmee | 2019    |
| Joost Buitenweg      | Meneer Brummelmans     | 2019    |
| Jan Elbertse         | Gijs Wolzak            | 2019    |
| Julian Ras           | Tom Aerdenhout         | 2019    |
| Nico de Vries        | Wijkagent Arie Mulder  | 2019    |
| Marjolijn Touw       | Toos van Vliet         | 2020    |
| Amber Teterissa      | Anne Heistee           | 2020    |
| Christopher Parren   | Pieter                 | 2020    |

## Afleveringen

### Seizoen 1 (2019)
| Afl. | Nr.  | Titel                     | Kijkcijfers lineair | Kijkcijfers uitgesteld | Uitzenddatum  |
| ---- | ---- | ------------------------- | ------------------- | ---------------------- | ------------- |
| 1    | 1.01 | Ik woon hier              | 1.567.000           | 2.024.000              | 30 maart 2019 |
| 2    | 1.02 | Wie is de baas?           | 1.269.000           | 1.562.000              | 6 april 2019  |
| 3    | 1.03 | Een kolfje naar haar hand | 1.292.000           | 1.582.000              | 13 april 2019 |
| 4    | 1.04 | De Date                   | 858.000             | 1.127.000              | 20 april 2019 |
| 5    | 1.05 | Licht uit, Spotify aan    | 1.095.000           | 1.369.000              | 27 april 2019 |
| 6    | 1.06 | Hulp in huishouding       | 936.000             | 1.090.000              | 4 mei 2019    |
| 7    | 1.07 | Een echte man             | 1.123.000           | 1.350.000              | 11 mei 2019   |
| 8    | 1.08 | De Lift                   | 978.000             | 1.183.000              | 18 mei 2019   |

### Seizoen 2 (2020)
| Afl. | Nr.  | Titel              | Kijkcijfers lineair | Kijkcijfers uitgesteld | Uitzenddatum     |
| ---- | ---- | ------------------ | ------------------- | ---------------------- | ---------------- |
| 9    | 2.01 | Actie Tomaat       | 705.000             | 915.000                | 22 februari 2020 |
| 10   | 2.02 | Sweet Sixteen      | 844.000             | 1.029.000              | 29 februari 2020 |
| 11   | 2.03 | Zo moeder, zo Kees | 769.000             | 903.000                | 7 maart 2020     |
| 12   | 2.04 | Zonnepanelen       | 955.000             | 1.144.000              | 14 maart 2020    |
| 13   | 2.05 | Gezinsding         | 1.054.000           | 1.244.000              | 21 maart 2020    |
| 14   | 2.06 | Wellness           | 1.063.000           | 1.257.000              | 28 maart 2020    |
| 15   | 2.07 | Het aanzoek        | 952.000             | 1.113.000              | 4 april 2020     |

## Locaties
- De serie is opgenomen in de Green House Studio's te Hilversum.
- In de serie wonen de personages in Haarlem. Dit in tegenstelling tot de originele serie, toen woonden ze in Diemen.